# HP QuickTest Professional
HP QuickTest Professional (QTP) — один из ведущих инструментов автоматизации функционального тестирования, является флагманским продуктом компании HP в своей линейке. Для разработки автоматизированных тестов QTP использует язык VBScript, и поддерживает следующие технологии: Windows® Presentation Foundation, Web services, Macromedia Flex, Ajax, Delphi, .NET, J2EEWeb, Visual Basic, ActiveX, Java, Oracle, SAP Solution, TE, PowerBuilder, Siebel, PeopleSoft, VisualAge, Stingray.
Компания HP рекомендует использование QTP в интеграции с HP Quality Center для установления связи тестов с требованиями, хранения тестов, управления их запуском, формирования отчётов.

## Особенности
- В отличие от ряда других продуктов для автоматизации функционального тестирования (например, en:TestComplete, IBM Rational Robot), QTP позволяет контролировать генерируемый текст скрипта в процессе записи действий пользователя, за счёт чего снижается время, необходимое для разработки теста.
- В QTP информация обо всех объектах экранного интерфейса сохраняется в специальный репозиторий (Object Repository), что новому пользователю может показаться непрозрачным. Умолчания по выбору существенных свойств каждого типа объектов экранного интерфейса могут быть настроены отдельно, например, окно может определяться заголовком, а столбец таблицы — шириной и порядковым номером в таблице.
- Существует встроенный механизм сравнения текстовых данных с использованием регулярных выражений.